# Nattens skönheter
Nattens skönheter (franska: Les Belles de nuit) är en fransk fantasy-komedi från 1952 i regi av René Clair.

## Utmärkelser
Filmen vann Syndicat Français de la Critique de Cinéma et des Films de Télévisions pris för bästa film 1953.

## Rollista i urval
- Gérard Philipe - Claude
- Martine Carol - Edmée/Edmée år 1900
- Gina Lollobrigida - kassörskan/Leila
- Magali Vandeuil - Suzanne/Suzanne 1789
- Marilyn Buferd - postkassörskan/Madame Bonacieux
- Paolo Stoppa - operachefen
- Raymond Bussières - Roger, bilmekanikern
- Bernard Lajarrige - Léon, polisen
- Jean Parédès - Paul, apotekaren
- Raymond Cordy - Gaston/markisen
- Pierre Palau - den gamle herrn
- Paul Demange - den lille herrn
- Albert Michel - brevbäraren
- Bernard Dhéran - flygaren
- René-Jean Chauffard - Edmées make
- Henri Marchand - abboten